# Pfarrhof (Aigen im Mühlkreis)

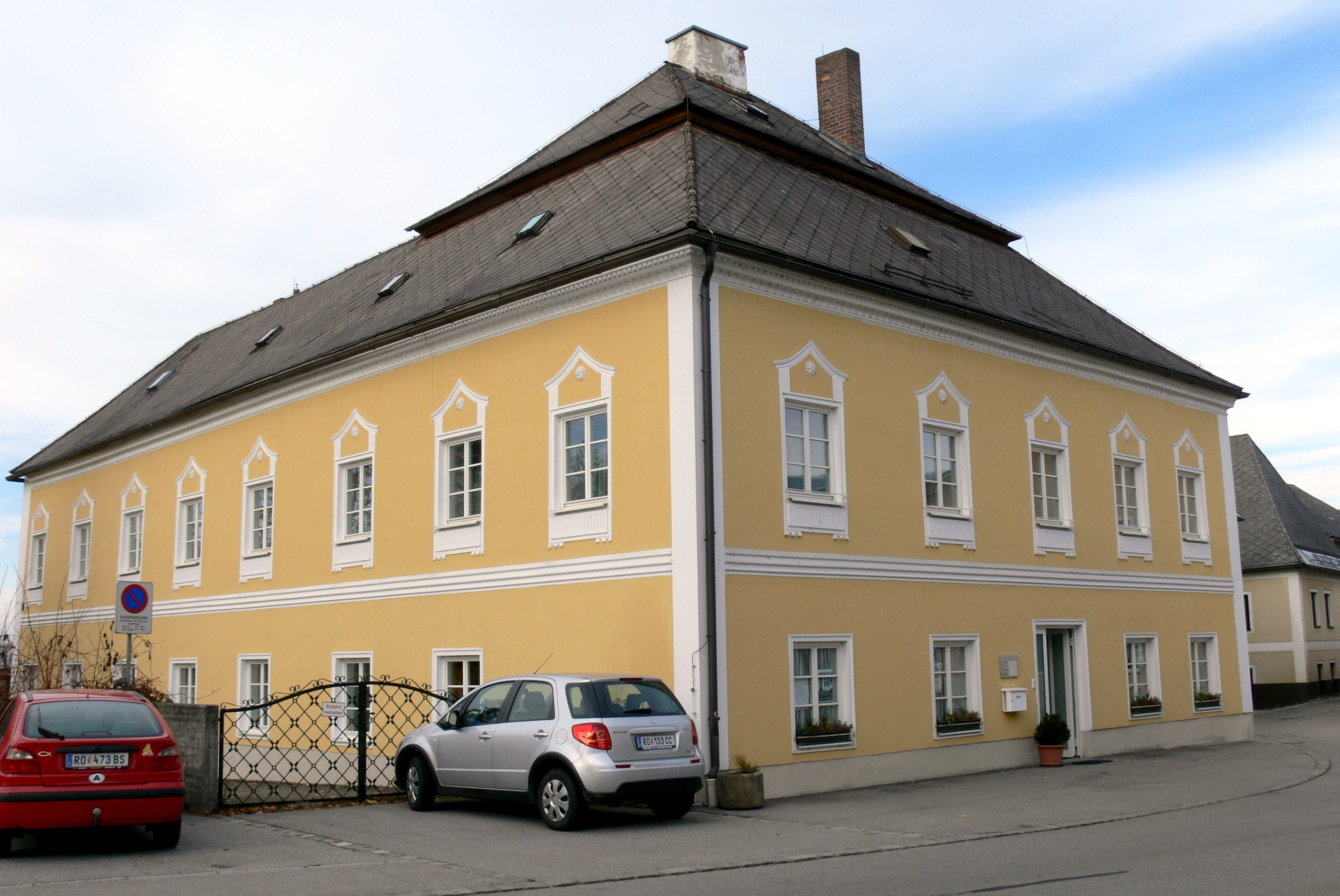
Pfarrhof in Aigen im Mühlkreis

Der Pfarrhof steht in Aigen im Mühlkreis in der Gemeinde Aigen-Schlägl im Bezirk Rohrbach im oberen Mühlviertel in Oberösterreich. Der Pfarrhof steht unter Denkmalschutz (Listeneintrag).

## Geschichte
Urkundlich 1657 genannt wurde das Gebäude 1910 mit Kauf durch das Stift Schlägl zum Pfarrhof. Dieser war zuvor unmittelbar südlich der Pfarrkirche Aigen im Mühlkreis neben dem Bezirksgericht Aigen untergebracht gewesen.

## Beschreibung
Anfangs ebenerdig wurde das Gebäude im Anfang des 19. Jahrhunderts umgebaut und aufgestockt.
Das mächtige zweigeschoßige Gebäude unter einem Mansarddach zeigt eine Fassade mit klassizistischen Fensterrahmungen und dekorierten Gesimsen. Im Gebäudeinneren gibt es Stichkappentonnen teils kreuzgratartig bzw. mit Bandrippen und weitere Kappen- und Platzlgewölben aus dem Anfang des 19. Jahrhunderts.